# Südafrikanische Cricket-Nationalmannschaft in Bangladesch in der Saison 2007/08
Die Tour der südafrikanischen Cricket-Nationalmannschaft nach Bangladesch in der Saison 2007/08 fand vom 22. Februar bis zum 14. März 2008 statt. Die internationale Cricket-Tour war Bestandteil der Internationalen Cricket-Saison 2007/08 und umfasste zwei Tests und drei ODIs. Südafrika gewann die Test-Serie 2–0 und die ODI-Serie 3–0.

## Vorgeschichte
Bangladesch bestritt zuvor eine Tour in Neuseeland, Südafrika gegen die West Indies. Das letzte Aufeinandertreffen der beiden Mannschaften bei einer Tour fand in der Saison 2003 in Bangladesch statt.

## Stadien
Die folgenden Stadien wurden für die Tour als Austragungsort vorgesehen.
| Stadion                                | Stadt      | Kapazität | Spiele               |
| -------------------------------------- | ---------- | --------- | -------------------- |
| Chittagong Divisional Stadium          | Chittagong | 20.000    | 2. Test; 1. ODI      |
| Sher-e-Bangla National Cricket Stadium | Dhaka      | 26.000    | 1. Test; 2. & 3. ODI |

## Kaderlisten
Bangladesch benannte seinen Test-Kader am 6. Februar und seinen ODI-Kader am 4. März 2008.
Südafrika benannte seinen Test-kader am 11. Februar und seinen ODI-Kader am 28. Februar 2008.
| Test | Test | ODI | ODI |
| Bangladesch | Südafrika | Bangladesch | Südafrika |
| --- | --- | --- | --- |
| - Mohammad Ashraful (K) - Aftab Ahmed - Abdur Razzak - Enamul Haque Jr - Habibul Bashar - Junaid Siddique - Mashrafe Mortaza - Mohammad Rafique - Mushfiqur Rahim (wk) - Rajin Saleh - Sajidul Islam - Shahadat Hossain - Shahriar Nafees - Shakib Al Hasan - Tamim Iqbal | - Graeme Smith (K) - Hashim Amla - Johan Botha - Mark Boucher (wk) - AB de Villiers - JP Duminy - Paul Harris - Jacques Kallis - Neil McKenzie - Morné Morkel - André Nel - Makhaya Ntini - Ashwell Prince - Dale Steyn | - Mohammad Ashraful (K) - Abdur Razzak - Abdur Razzak - Dhiman Ghosh (wk) - Farhad Reza - Junaid Siddique - Mashrafe Mortaza - Mosharraf Hossain - Nazimuddin - Raqibul Hasan - Shahadat Hossain - Shahriar Nafees - Shakib Al Hasan - Syed Rasel - Tamim Iqbal | - Graeme Smith (K) - Hashim Amla - Johan Botha - AB de Villiers (wk) - JP Duminy - Herschelle Gibbs - Paul Harris - Charl Langeveldt - Albie Morkel - Morné Morkel - André Nel - Alviro Petersen - Vernon Philander - Dale Steyn |

## Tour Matches
| 17. – 19. Februar Scorecard | Fatullah | South Africans 397 (109.3) & 47-0 (9) | – | BCB XI 412-9 (102.3) |
|                             |          | Remis                                 |   |                      |

| 7. März Scorecard | Chittagong | BCB XI 243-7 (50) | – | South Africans 243-8 (50) |
|                   |            | Unentschieden     |   |                           |

## Tests

### Erster Test in Dhaka
| 22. – 26. Februar Scorecard | Dhaka | Bangladesch 192 (54.4) & 182 (73) | – | Südafrika 170 (60.3) & 205-5 (67.5) |
|                             |       | Südafrika gewinnt mit 5 Wickets   |   |                                     |

### Zweiter Test in Chittagong
| 29. Februar – 4. März Scorecard | Chittagong | Südafrika 583-7d (161.1)                         | – | Bangladesch 259 (70.4) & 119 (39.5) |
|                                 |            | Südafrika gewinnt mit einem Innings und 205 Runs |   |                                     |

## One-Day Internationals

### Erstes ODI in Chittagong
| 9. März Scorecard | Chittagong | Bangladesch 178 (48.2)          | – | Südafrika 180-1 (36.5) |
|                   |            | Südafrika gewinnt mit 9 Wickets |   |                        |

### Zweites ODI in Dhaka
| 12. März Scorecard | Dhaka | Bangladesch 173 (48.2)          | – | Südafrika 179-3 (48.1) |
|                    |       | Südafrika gewinnt mit 7 Wickets |   |                        |

### Drittes ODI in Dhaka
| 14. März Scorecard | Dhaka | Bangladesch 143 (42.5)          | – | Südafrika 147-3 (34.2) |
|                    |       | Südafrika gewinnt mit 7 Wickets |   |                        |

## Statistiken
Die folgenden Cricketstatistiken wurden bei dieser Tour erzielt.
| Tests            | Tests       | Tests   | Tests   | Tests   | Tests   | Tests   | Tests   | Tests   |
| Batting          | Batting     | Batting | Batting | Batting | Batting | Batting | Batting | Batting |
| Spieler          | Mannschaft  | Spiele  | Innings | Runs    | Average | HS      | 100s    | 50s     |
| ---------------- | ----------- | ------- | ------- | ------- | ------- | ------- | ------- | ------- |
| Graeme Smith     | Südafrika   | 2       | 3       | 304     | 101,33  | 232     | 1       | 1       |
| Neil McKenzie    | Südafrika   | 2       | 3       | 257     | 85,66   | 226     | 1       | 0       |
| Shahriar Nafees  | Bangladesch | 2       | 4       | 141     | 35,25   | 69      | 0       | 1       |
| Hashim Amla      | Südafrika   | 2       | 3       | 109     | 36,33   | 46      | 0       | 0       |
| Junaid Siddique  | Bangladesch | 2       | 4       | 93      | 23,25   | 74      | 0       | 1       |
| Bowling          |             |         |         |         |         |         |         |         |
| Spieler          | Mannschaft  | Spiele  | Overs   | Wickets | Average | BBI     | 5W      | 10W     |
| Dale Steyn       | Südafrika   | 2       | 62.4    | 14      | 12,57   | 4/48    | 0       | 0       |
| Shahadat Hossain | Bangladesch | 2       | 59.3    | 12      | 17,00   | 6/27    | 1       | 0       |
| Robin Peterson   | Südafrika   | 1       | 29      | 6       | 15,66   | 5/33    | 1       | 0       |
| Morné Morkel     | Südafrika   | 2       | 47.5    | 6       | 30,83   | 5/50    | 1       | 0       |
| Mohammad Rafique | Bangladesch | 2       | 97      | 6       | 40,16   | 2/54    | 0       | 0       |

| ODIs             | ODIs        | ODIs    | ODIs    | ODIs    | ODIs    | ODIs    | ODIs    | ODIs    |
| Batting          | Batting     | Batting | Batting | Batting | Batting | Batting | Batting | Batting |
| Spieler          | Mannschaft  | Spiele  | Innings | Runs    | Average | HS      | 100s    | 50s     |
| ---------------- | ----------- | ------- | ------- | ------- | ------- | ------- | ------- | ------- |
| Graeme Smith     | Südafrika   | 3       | 3       | 199     | 199,00  | 103*    | 1       | 1       |
| AB de Villiers   | Südafrika   | 3       | 2       | 109     | 109,00  | 69*     | 0       | 1       |
| Raqibul Hasan    | Bangladesch | 3       | 3       | 90      | 30,00   | 63      | 0       | 1       |
| Tamim Iqbal      | Bangladesch | 3       | 3       | 90      | 30,00   | 82      | 0       | 1       |
| Herschelle Gibbs | Südafrika   | 3       | 3       | 70      | 23,33   | 57      | 0       | 1       |
| Shakib Al Hasan  | Bangladesch | 3       | 3       | 70      | 23,33   | 52      | 0       | 1       |
| Bowling          |             |         |         |         |         |         |         |         |
| Spieler          | Mannschaft  | Spiele  | Overs   | Wickets | Average | BBI     | 5W      | 10W     |
| Andre Nel        | Südafrika   | 2       | 20      | 7       | 7,28    | 4/27    | 0       | 0       |
| Albie Morkel     | Südafrika   | 3       | 22.2    | 6       | 13,33   | 4/29    | 0       | 0       |
| Charl Langeveldt | Südafrika   | 2       | 18.2    | 5       | 12,60   | 3/31    | 0       | 0       |
| Johan Botha      | Südafrika   | 3       | 27.5    | 5       | 24,80   | 3/34    | 0       | 0       |
| Paul Harris      | Südafrika   | 3       | 30      | 3       | 27,66   | 2/30    | 0       | 0       |
| Abdur Razzak     | Bangladesch | 3       | 28      | 3       | 33,66   | 2/32    | 0       | 0       |

## Player of the Series
Als Player of the Series wurden die folgenden Spieler ausgezeichnet.
| Serie | Player of the Series |
| ----- | -------------------- |
| Test  | Dale Steyn           |
| ODI   | Graeme Smith         |

### Player of the Match
Als Player of the Match wurden die folgenden Spieler ausgezeichnet.
| Spiel   | Player of the Match |
| ------- | ------------------- |
| 1. Test | Jacques Kallis      |
| 2. Test | Graeme Smith        |
| 1. ODI  | Graeme Smith        |
| 2. ODI  | Andre Nel           |
| 3. ODI  | Albie Morkel        |